# Oblovka
Oblovka (Achatina) je rod tropických plžů z řádu plicnatých, žijící převážně ve vlhkých tropických oblastech s vysokou vzdušnou vlhkostí a dostatkem potravy, kterou tvoří široké spektrum rostlin. Oproti suchozemským plžům dosahují úctyhodných rozměrů (Achatina achatina s ulitou až 30 cm a váhou 600 gramů), pro které je často chována v teráriích.
Oblovka v domácích podmínkách může prezimovat na chladnějších místech, kdy si utvoří na ulitě zátku. 

## Seznam druhů (pouze výběr)
- Oblovka obrovská (Achatina achatina),
- Oblovka rezavá (Lissachatina immaculata),
- Oblovka síťkovaná (Lissachatina reticulata),
- Oblovka vroubkovaná (Archachatina marginata),
- Oblovka zlatá (Lissachatina iredalei),
- Oblovka žravá (Lissachatina fulica),
- Achatina tincta,
- Archachatina knorii,
- Archachatina porphyrostoma,
- Archachatina purpurea,
- Archachatina puylaerti,
- Archachatina rhodostoma,
- Archachatina ventricosa,
- Lissachatina albopicta,
- Lissachatina zanzibarica.